# Cataratas de Félou
Las cataratas de Félou (en francés: Chutes du Félou son un salto de agua africano que se encuentran en el río Senegal, a 16 km al sureste de la ciudad de Kayes, en dirección de Bafoulabé, en Malí.
El río, de una anchura de más de 1000 m sobre las cataratas, no tiene más de 210 m aguas abajo después de cruzar un grupo de rocas. El desnivel es de unos 14 m. El caudal varía considerablemente y puede aumentar de 3 m³/s, en mayo, a 5000 m³/s en octubre (valores extremos registrados en la boca).

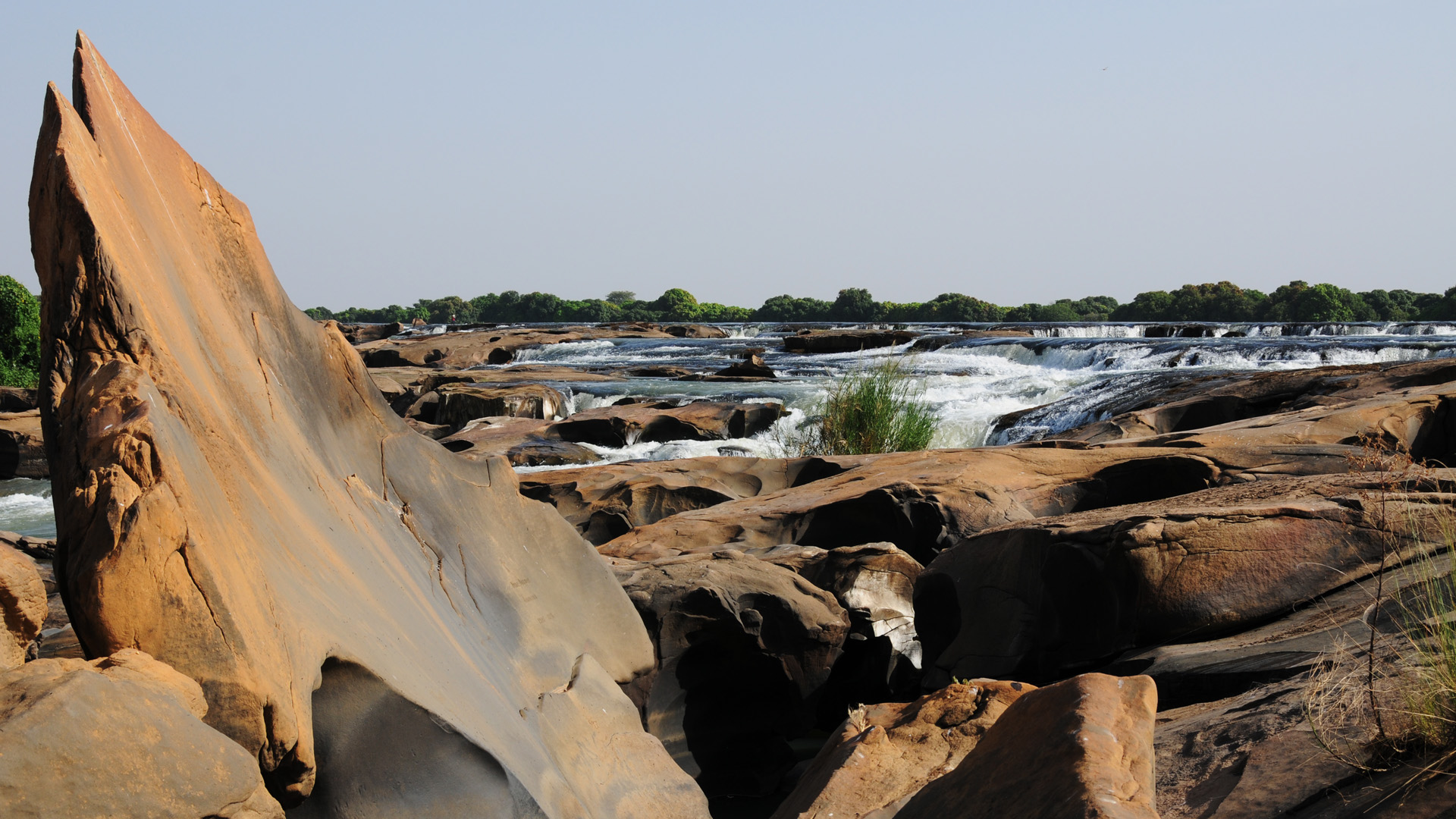
Cataratas de Felou
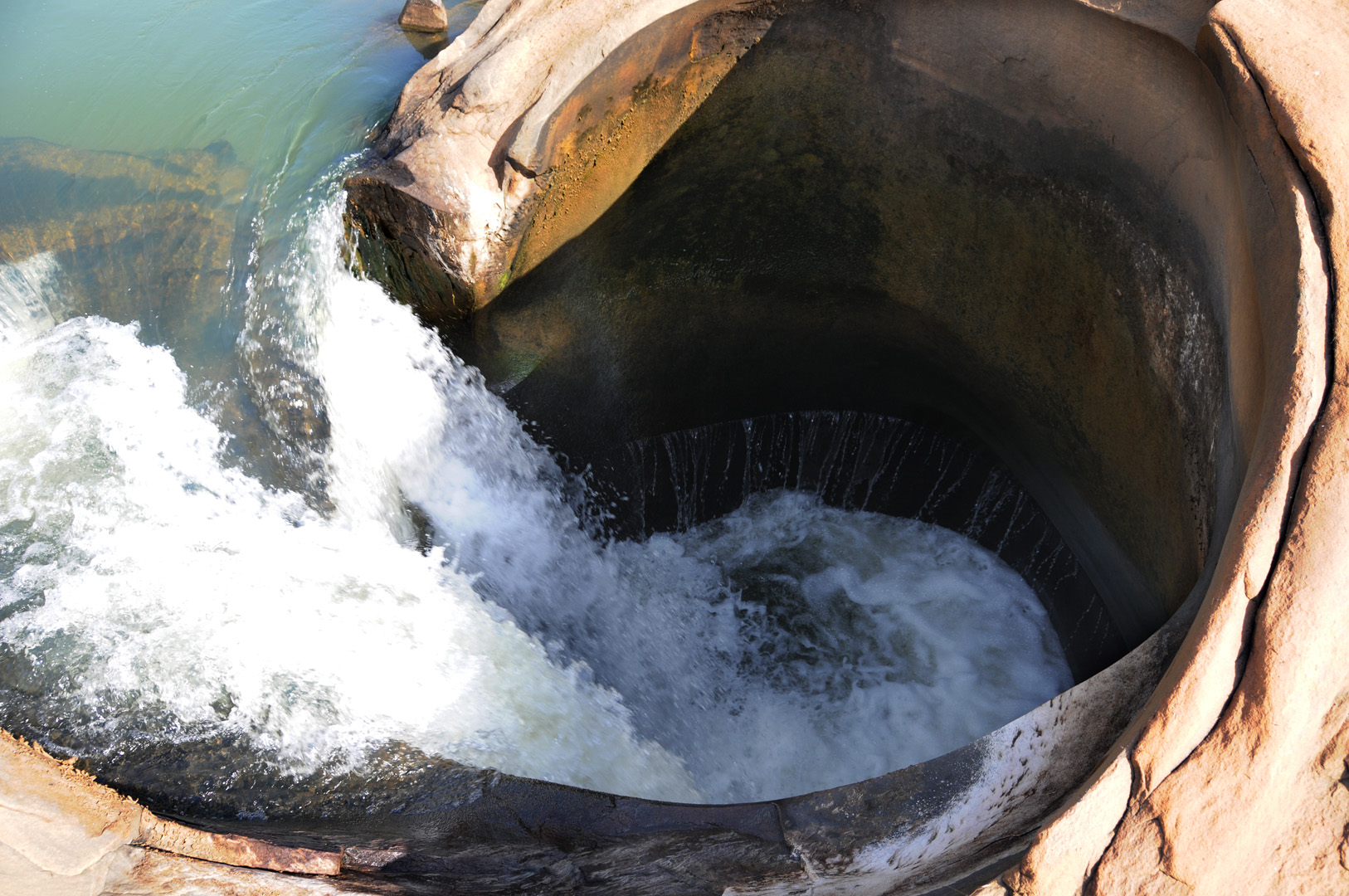
Cataratas de Felou
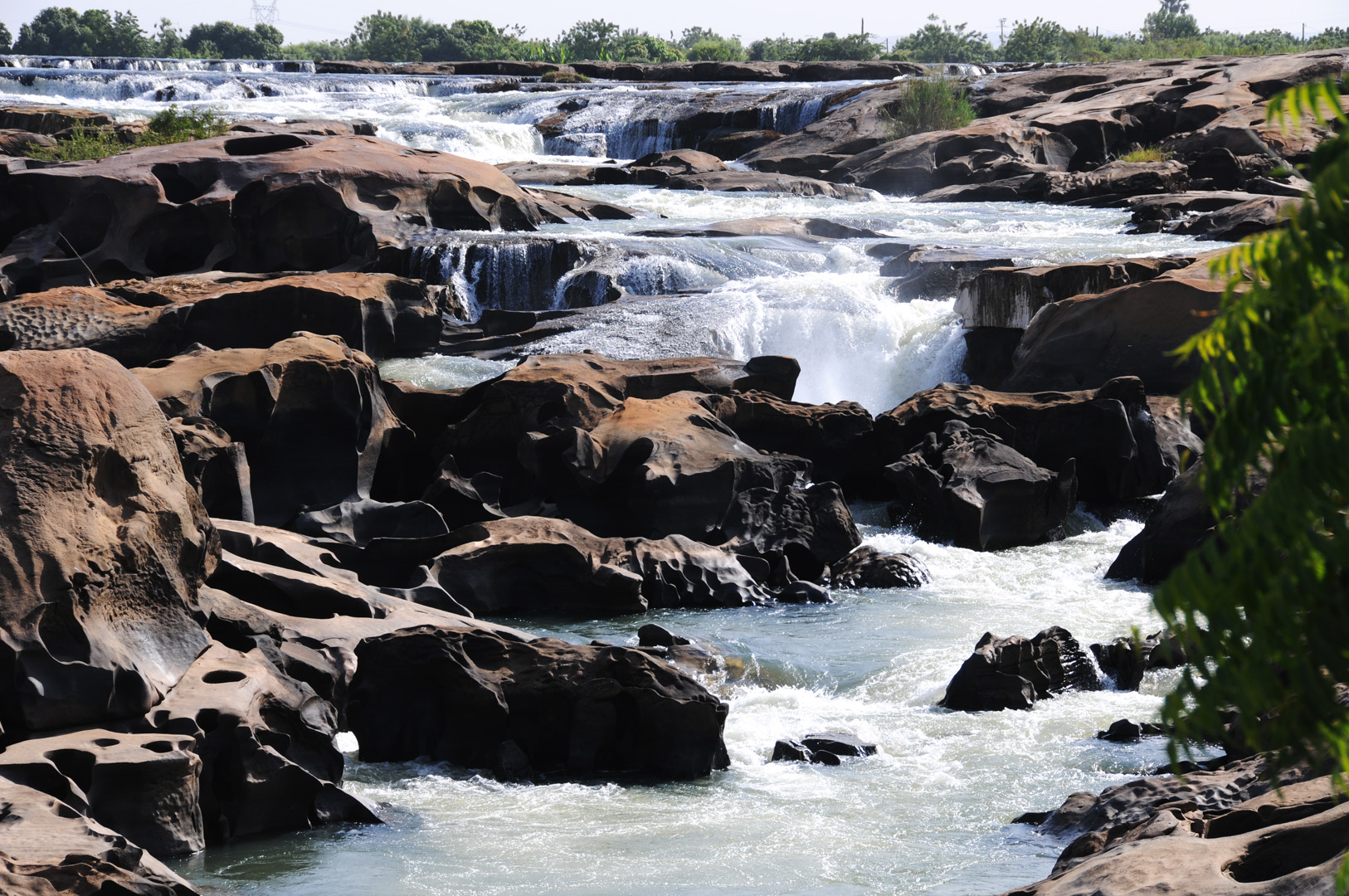
Cataratas de Felou
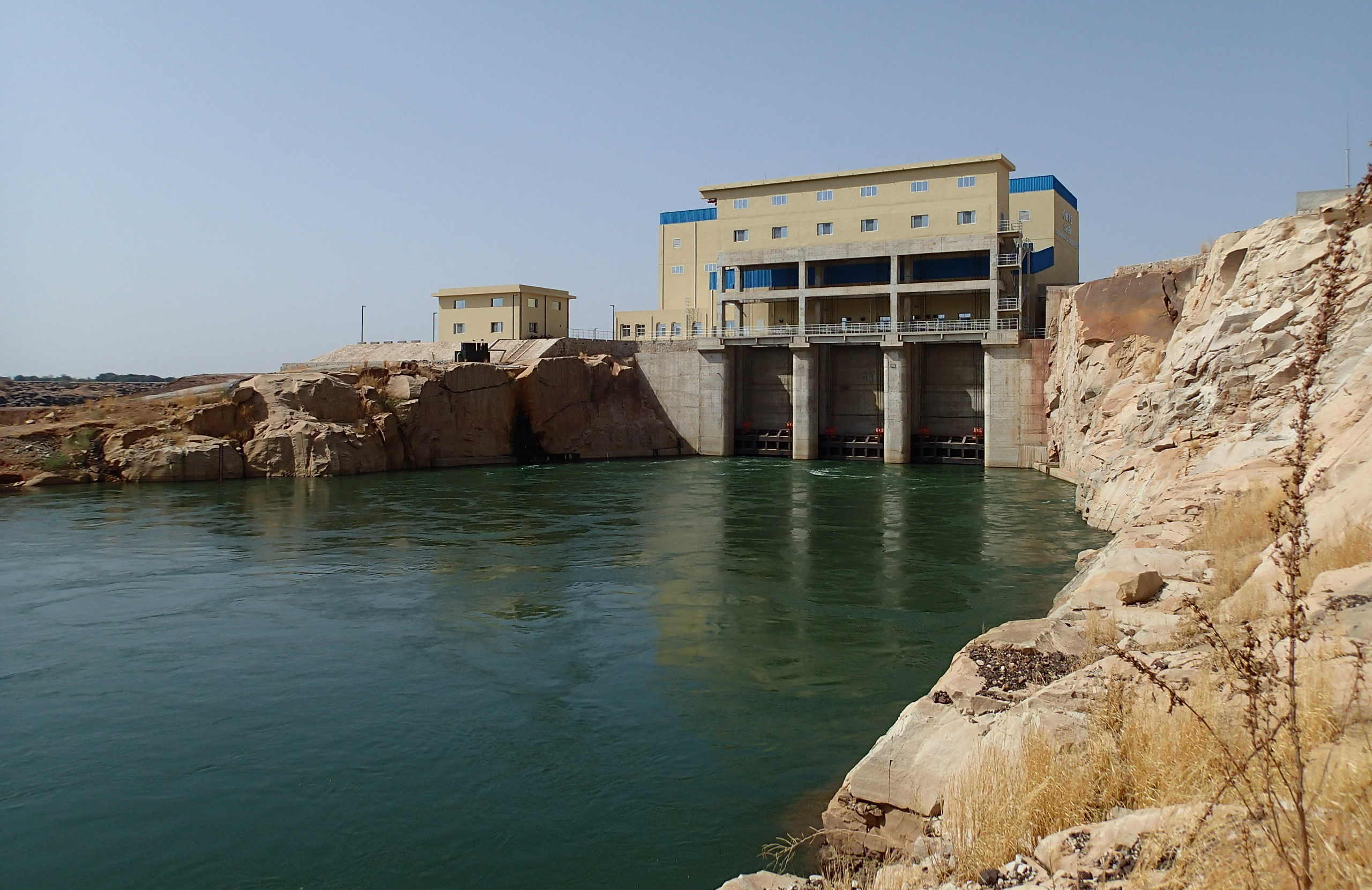
Presa hidroeléctrica de Felou